# Bisdom Ciudad Valles
Het bisdom Ciudad Valles (Latijn: Dioecesis Vallipolitana) is een rooms-katholiek bisdom met als zetel Ciudad Valles, in Mexico. Het bisdom is suffragaan aan het aartsbisdom San Luis Potosí. 

## Geschiedenis
Het bisdom werd opgericht op 27 november 1960, uit delen van de bisdommen Huejutla en San Luis Potosí, en was suffragaan aan het aartsbisdom Monterrey. Op 25 november 2006 veranderde het van kerkprovincie en werd suffragaan aan het aartsbisdom San Luis Potosí. 

## Parochies
Het bisdom had in 2021 een oppervlakte van 14.599 km2 en telde 818.870 inwoners waarvan 89,0% rooms-katholiek was.

## Bisschoppen
- Carlos Quintero Arce (20 maart 1961 - 3 maart 1966)
- Alfonso Reyes Ramos (29 november 1966 - 26 juli 1969)
- José Melgoza Osorio (18 mei 1970 - 5 februari 1979)
- Juvencio González Alvarez (8 januari 1980 - 8 juli 1994)
- José Guadalupe Galván Galindo (8 juli 1994 - 12 oktober 2000)
- Roberto Octavio Balmori Cinta (5 april 2002 - 19 maart 2020)
- Roberto Yenny García (19 maart 2020 - heden)

San Luis Potosí (aartsbisdom) · Ciudad Valles · Matehuala · Zacatecas